# Erik Dyreborg
Erik Dyreborg, nacido como Poulsen (Copenhague, 20 de enero de 1940 - ibídem, 12 de noviembre de 2013), fue un futbolista profesional danés que jugaba en la posición de delantero.

## Biografía
Erik Dyreborg debutó como futbolista profesional en 1958 con el Boldklubben Frem a los 18 años de edad. Jugó durante tres temporadas en el club danés. Posteriormente jugó para el Næstved BK, donde jugó durante las siete temporadas siguientes en las que marcó 89 goles en 126 partidos jugados. Cuando finalizó su contrato se marchó a Estados Unidos para jugar en el Boston Beacons durante una temporada. También jugó para el SVV Scheveningen, Avesta AIK y para el Helsingborgs IF antes de fichar por el Næstved BK danés, club en el que permaneció hasta su retiro como futbolista en 1972 a los 32 años de edad.
Erik Dyreborg falleció el 12 de noviembre de 2013 en Copenhague a los 73 años de edad.

## Selección nacional
Erik Dyreborg jugó un total de seis partidos para la selección de fútbol de Dinamarca y marcó un total de ocho goles. Además formó parte del equipo que tomó un vuelo en 1960, vuelo que tuvo un accidente en el que fallecieron ocho jugadores de la selección, saliendo Dyreborg ileso del mismo.

## Clubes
| Club             | País           | Año         | Partidos | Goles |
| ---------------- | -------------- | ----------- | -------- | ----- |
| Boldklubben Frem | Dinamarca      | 1958 - 1961 | 48       | 21    |
| Næstved BK       | Dinamarca      | 1961 - 1968 | 126      | 89    |
| Boston Beacons   | Estados Unidos | 1968        | 29       | 13    |
| SVV Scheveningen | Países Bajos   | 1968 - 1969 | 16       | 2     |
| Avesta AIK       | Suecia         | 1969        | ¿?       | ¿?    |
| Helsingborgs IF  | Suecia         | 1969 - 1970 | 1        | 0     |
| Næstved BK       | Dinamarca      | 1972        | 2        | 0     |